# Landry Dimata
Landry Nany Dimata (Mbuji-Mayi, República Democrática del Congo, 1 de septiembre de 1997) es un futbolista belga que juega como delantero en el Samsunspor de la Superliga de Turquía.

## Trayectoria
Empezó su carrera en Bélgica jugando para el Standard de Lieja, el K. V. Oostende y el R. S. C. Anderlecht, pasando también por el fútbol alemán con el VfL Wolfsburgo.
El 1 de febrero de 2021 llegó cedido por el R. S. C. Anderlecht al R. C. D. Espanyol hasta el final de la temporada. El acuerdo incluía una opción de compra y el 2 de junio fue ejecutada para que pasara a ser jugador del equipo de forma definitiva.
El 30 de agosto de 2022 fue cedido al NEC Nimega hasta final de temporada. Un año después abandonó definitivamente el conjunto blanquiazul después de ser traspasado al Samsunspor.

## Selección nacional
Ha sido internacional con Bélgica en categorías inferiores, donde marcó 21 goles en 32 encuentros. 

## Clubes
| Club                        | Temporada     | Div.          | Liga  | Liga  | Copas nacionales | Copas nacionales | Copas internacionales | Copas internacionales | Total | Total |
| Club                        | Temporada     | Div.          | Part. | Goles | Part.            | Goles            | Part.                 | Goles                 | Part. | Goles |
| --------------------------- | ------------- | ------------- | ----- | ----- | ---------------- | ---------------- | --------------------- | --------------------- | ----- | ----- |
| K. V. Oostende Bélgica      | 2016-17       | 1.ª           | 29    | 12    | 5                | 2                | -                     | -                     | 34    | 14    |
| K. V. Oostende Bélgica      | Total club    | Total club    | 29    | 12    | 5                | 2                | -                     | -                     | 34    | 14    |
| VfL Wolfsburgo Alemania     | 2017-18       | 1.ª           | 21    | 0     | 3                | 0                | -                     | -                     | 24    | 0     |
| VfL Wolfsburgo Alemania     | Total club    | Total club    | 21    | 0     | 3                | 0                | -                     | -                     | 24    | 0     |
| R. S. C. Anderlecht Bélgica | 2018-19       | 1.ª           | 20    | 13    | 1                | 0                | 3                     | 0                     | 24    | 13    |
| R. S. C. Anderlecht Bélgica | 2019-20       | 1.ª           | 0     | 0     | 0                | 0                | -                     | -                     | 0     | 0     |
| R. S. C. Anderlecht Bélgica | 2020-21       | 1.ª           | 14    | 2     | 0                | 0                | -                     | -                     | 14    | 2     |
| R. S. C. Anderlecht Bélgica | Total club    | Total club    | 34    | 15    | 1                | 0                | 3                     | 0                     | 38    | 15    |
| R. C. D. Espanyol España    | 2020-21       | 2.ª           | 19    | 5     | -                | -                | -                     | -                     | 19    | 5     |
| R. C. D. Espanyol España    | 2021-22       | 1.ª           | 17    | 0     | 2                | 0                | -                     | -                     | 19    | 0     |
| R. C. D. Espanyol España    | Total club    | Total club    | 36    | 5     | 2                | 0                | -                     | -                     | 38    | 5     |
| NEC Nimega Países Bajos     | 2022-23       | 1.ª           | 20    | 6     | 2                | 0                | -                     | -                     | 22    | 6     |
| NEC Nimega Países Bajos     | Total club    | Total club    | 20    | 6     | 2                | 0                | -                     | -                     | 22    | 6     |
| Total carrera               | Total carrera | Total carrera | 140   | 38    | 13               | 2                | 3                     | 0                     | 156   | 40    |

## Palmarés

### Títulos nacionales
| Título                     | Club              | País   | Año  |
| -------------------------- | ----------------- | ------ | ---- |
| Segunda División de España | R. C. D. Espanyol | España | 2021 |